# Dendrobates
Dendrobates é um género de anfíbios da família Dendrobatidae. São encontrados na América do Sul.
As seguintes espécies são reconhecidas:
- Dendrobates auratus (Girard, 1855)
- Dendrobates leucomelas Steindachner, 1864
- Dendrobates nubeculosus Jungfer & Böhme, 2004
- Dendrobates tinctorius (Cuvier, 1797)
- Dendrobates truncatus (Cope, 1861)